# Sonnentempel von Konark
Der Sonnentempel oder Surya-Tempel von Konark (auch Konarak, Oriya କୋଣାର୍କ ସୂର୍ଯ୍ୟ ମନ୍ଦିର Konarka Surjya Mandira) ist ein dem hinduistischen Sonnengott Surya geweihter Tempel in Konark im indischen Bundesstaat Odisha. Er ist ein um 1250 geschaffenes Spätwerk des nordindischen Nagara-Stils mit Einflüssen der südindischen Dravida-Architektur und gilt als Höhepunkt der mittelalterlichen Tempelbaukunst Odishas. Das Bauwerk steht seit 1984 auf der Liste des UNESCO-Welterbes.

## Lage
Der Tempel befindet sich in der Kleinstadt Konark etwa 60 km südöstlich von Bhubaneswar im ostindischen Bundesstaat Odisha. Er steht in einem ummauerten Hof in unmittelbarer Nähe zur Küste des Golfs von Bengalen.

## Geschichte

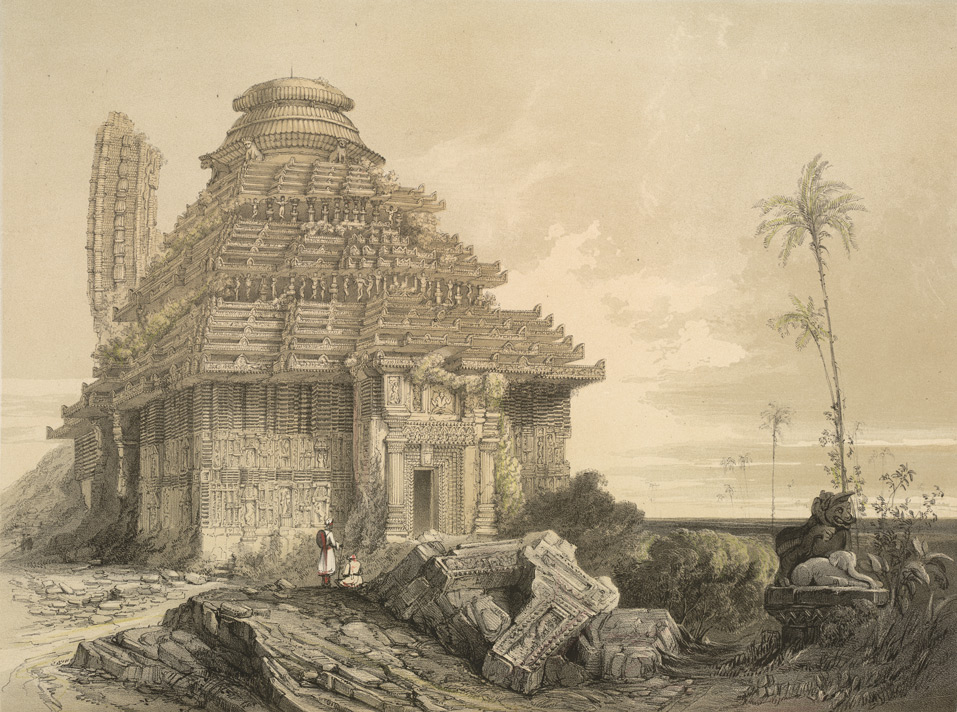
Die Lithografie des britischen Architekturhistorikers James Fergusson zeigt den baulichen Zustand des Sonnentempels in der ersten Hälfte des 19. Jahrhunderts mit noch teilweise existierendem Tempelturm.

Als letztes und zugleich größtes und ehrgeizigstes Vorhaben der Nagara-Tempelbauschule von Odisha wurde der Tempel um die Mitte des 13. Jahrhunderts im Auftrag des Königs Narasimha Deva I. (Regierungszeit 1238–1264) aus der Dynastie der Östlichen Ganga erbaut. Der Herrscher zeigte damit nicht nur seine Verehrung für den Sonnengott Surya, der dem mythischen Helden Rama im Ramayana zum Sieg über den Dämonenkönig Ravana verhalf, sondern demonstrierte zugleich seine eigene militärische Überlegenheit nach erfolgreichen Eroberungszügen in Bengalen. Der Bau des Tempels, an dem mehrere tausend Arbeiter beteiligt waren, nahm 16 Jahre in Anspruch. Heute ist der Tempel nur noch als Ruine erhalten. Einer Überlieferung zufolge soll der Tempelturm bereits kurz nach der Fertigstellung eingestürzt sein, tatsächlich standen Teile davon aber noch bis 1837. Begünstigt wurde der Einsturz vermutlich durch den sandigen Untergrund, auf dem die Fundamente der schweren Steinkonstruktion nachgaben. Die Versammlungshalle (jagamohan) war im 19. Jahrhundert ebenfalls vom Einsturz bedroht, konnte aber vom Archaeological Survey of India durch Stützkonstruktionen im Inneren gesichert werden. Die Zugänge wurden vermauert, sodass sich der Innenraum heute nicht mehr betreten lässt. Europäischen Reisenden des 19. Jahrhunderts war das verfallene, aber in seinen Dimensionen noch immer beeindruckende Bauwerk als „Schwarze Pagode“ bekannt. 1984 wurde es von der UNESCO wegen seiner herausragenden künstlerischen, historischen und religiösen Bedeutung zur Weltkulturerbestätte ernannt.

## Architektur

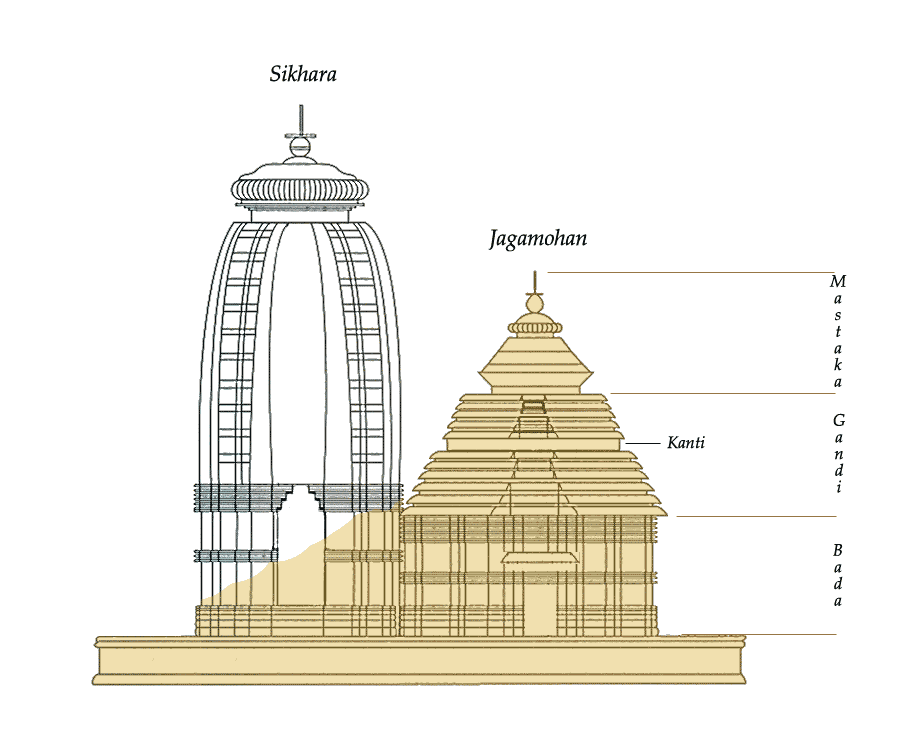
Aufriss mit vermutetem ursprünglichem Baubestand und den heute noch erhaltenen Bauteilen (gelb): links der Tempelturm, rechts die Versammlungshalle. Die vorgelagerte freistehende Tanzhalle fehlt im Bild.

Der Sonnentempel von Konark besteht im Wesentlichen aus zwei Bauteilen: der eigentlichen Cella (garbhagriha) mit dem Bild des Surya und dem Sockel des nicht erhaltenen Tempelturms (shikhara, in Odisha meist deul genannt) sowie der unmittelbar vorgelagerten Versammlungshalle (mandapa, in Odisha jagamohan genannt). Tempelturm und Versammlungshalle sind auf einer gemeinsamen Plattform errichtet, die auf beiden Seiten zwölf in Stein gemeißelte Räderpaare, insgesamt also 24 Räder, zieren. Das Bauwerk ähnelt somit der riesigen Nachbildung eines Prozessions- oder Tempelwagens (ratha) in Stein und versinnbildlicht den Wagen, in dem der Sonnengott Surya in der hinduistischen Mythologie über den Himmel zieht. Die Idee dazu stammt ursprünglich aus Südindien. „Gezogen“ wird der Wagen von sieben Pferdeskulpturen längs der Eingangstreppe zur Versammlungshalle, seltsamerweise in östliche Richtung, also entgegen dem Sonnenverlauf. Die zwölf Räderpaare stehen symbolisch für die zwölf Monate des Jahres, die sieben Pferde symbolisieren die sieben Tage der Woche.
Der Versammlungshalle ist noch eine Tanzhalle (nat-mandir) vorgesetzt, die ebenfalls nur als Ruine erhalten ist. Im unmittelbaren Umfeld des Haupttempels finden sich weitere kleine Plattformen, deren Aufbauten bis auf Fragmente nicht mehr existieren.
Als Baumaterialien fanden hauptsächlich rötlicher Laterit und Sandstein Verwendung, für die Türeinfassungen, Fensterstürze, Surya-Skulpturen und einige andere Skulpturen außerdem grau-grüner Chlorit.

### Tempelturm (deul)
Vom Sanktuarium im Westen der Bauanlage ist heute wenig erhalten. Die Jahrhunderte überdauert haben lediglich der hohe, massive Unterbau, der im Grundriss grob einem gleicharmigen, T-förmigen Kreuz ähnelt, und das zellenförmige innere Heiligtum (garbhagriha). Darüber erhob sich früher ein etwa 68 m, nach anderen Quellen etwa 75 m hoher Turm (deul). Auf einer Skizze des 19. Jahrhunderts ist er noch als inzwischen nicht mehr existierende Ruine zu sehen.

### Versammlungshalle (jagamohan)

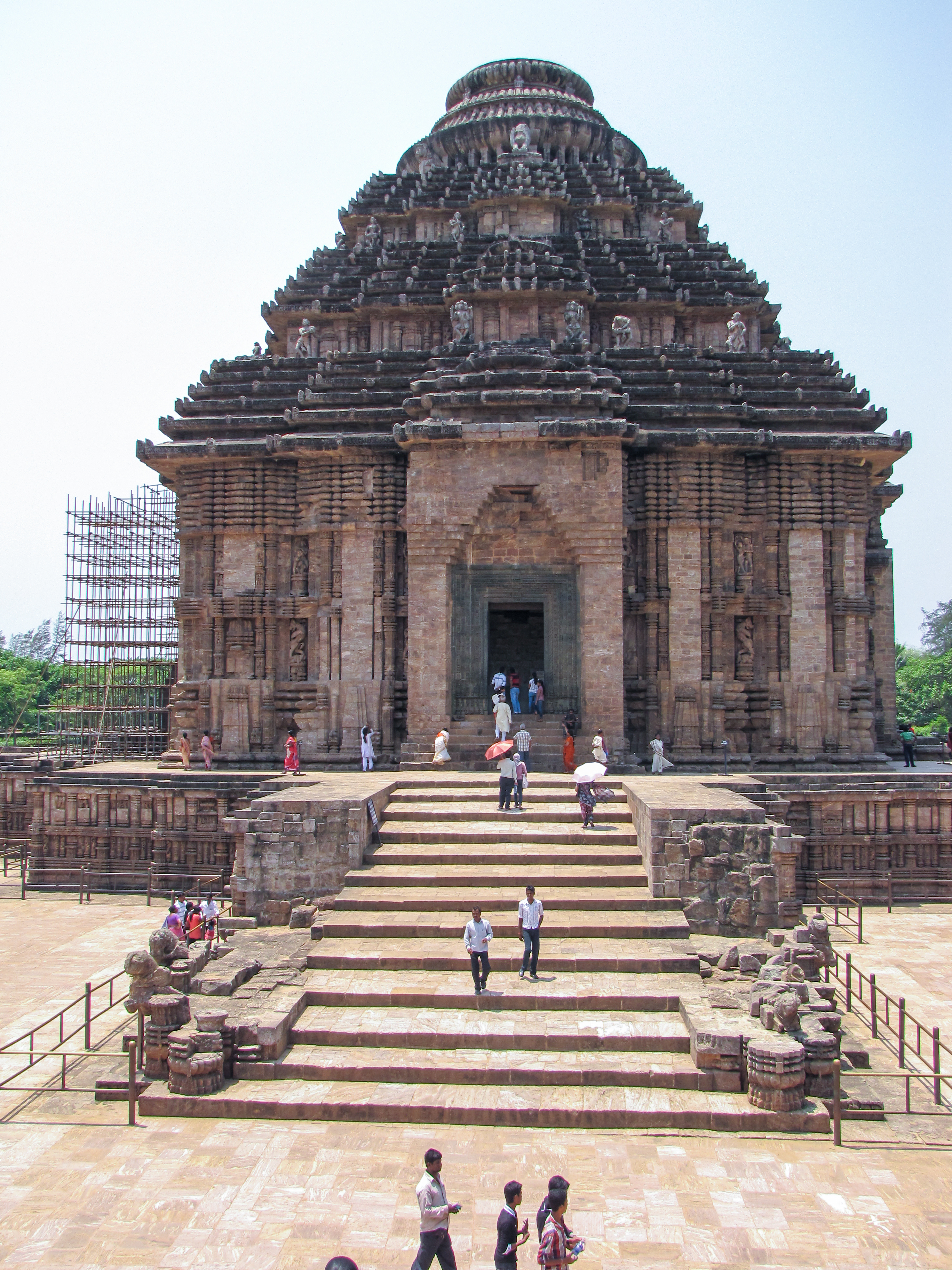
Versammlungshalle von Osten

Die dem Hauptheiligtum östlich vorgelagerte Versammlungshalle (jagamohan) ist heute der am besten erhaltene Teil des Tempels. Ihr annähernd quadratischer, durch kleinere Nischen aufgelockerter Sockel ist vom Unterbau des Hauptheiligtums durch zwei tiefe Nischen abgesetzt, bildet mit diesem aber eine Einheit. Die eigentliche Halle steht auf quadratischem Grundriss mit ca. 30 m Kantenlänge und ist ohne Unterbau rund 30 m hoch. Diese harmonischen Proportionen verleihen ihr eine in sich ruhende, ausgewogene Wirkung. Das Dach hat die Form einer durch terrassenartige Absätze und Querrillen (pidhas) gegliederten Stufenpyramide (pidha-deul), deren Abschluss ein großer Rundstein bildet. Risalite gliedern sowohl die Außenwände der Halle als auch die vertikalen Teile des Daches. Die drei über Freitreppen erreichbaren Eingänge sind heute vermauert. Das Halleninnere, das als größter Innenraum der vorislamischen hinduistischen Architektur gilt, ist daher nicht mehr zugänglich.

### Tanzhalle (nat-mandir)
Etwa zehn Meter östlich der Versammlungshalle steht auf einem eigenen Sockel die Tanzhalle (nat-mandir). Treppenaufgänge führen auf allen vier Seiten zu ihr hinauf. Die Halle ist heute dachlos; vollständig erhalten – einschließlich des plastischen Dekors – sind aber die Pfeiler, die früher das Dach trugen. 

### Skulpturenschmuck

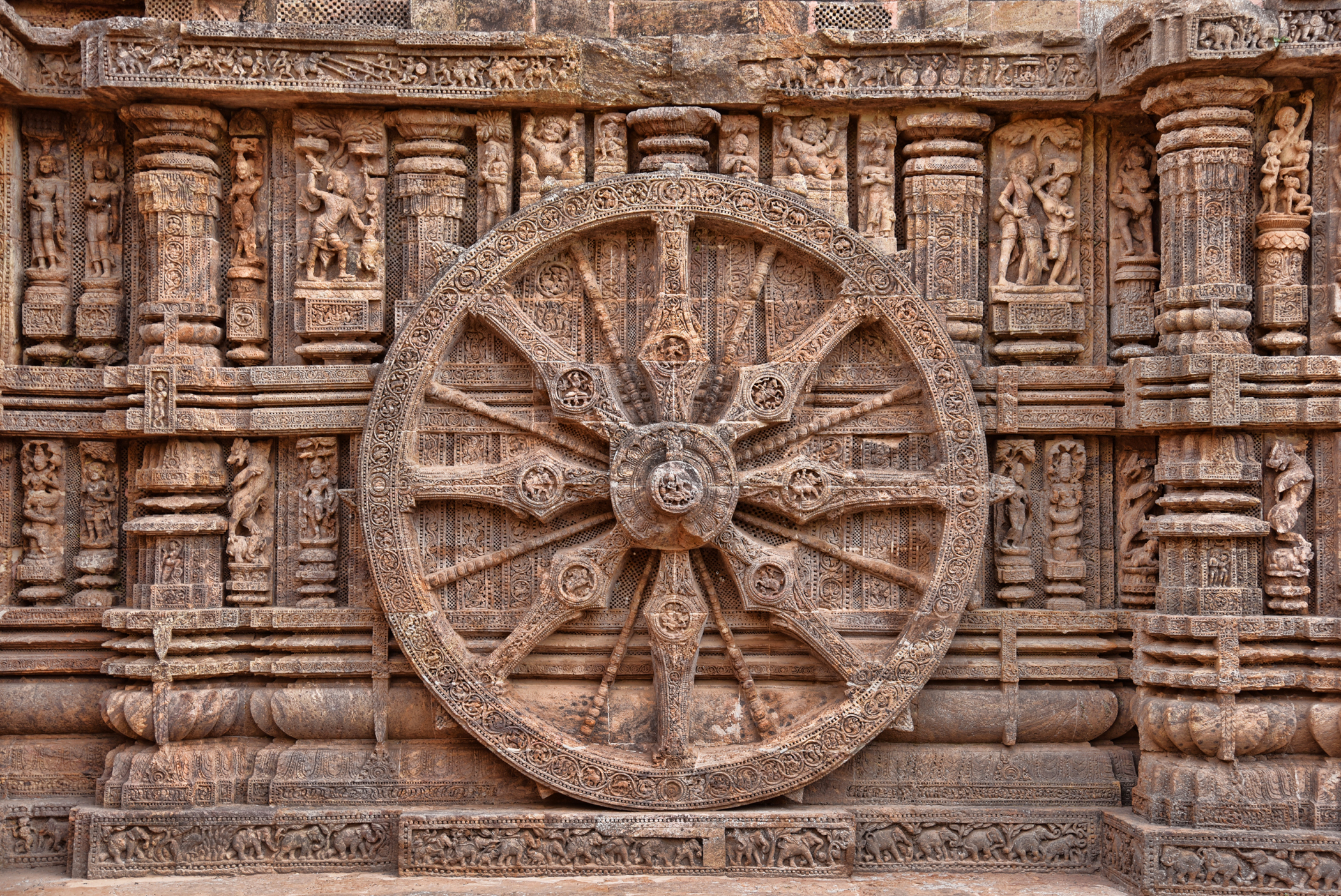
Eines der 24 Räder des Himmelswagens des Sonnengottes, umgeben von Darstellungen verschiedener Wesen der hinduistischen Mythologie

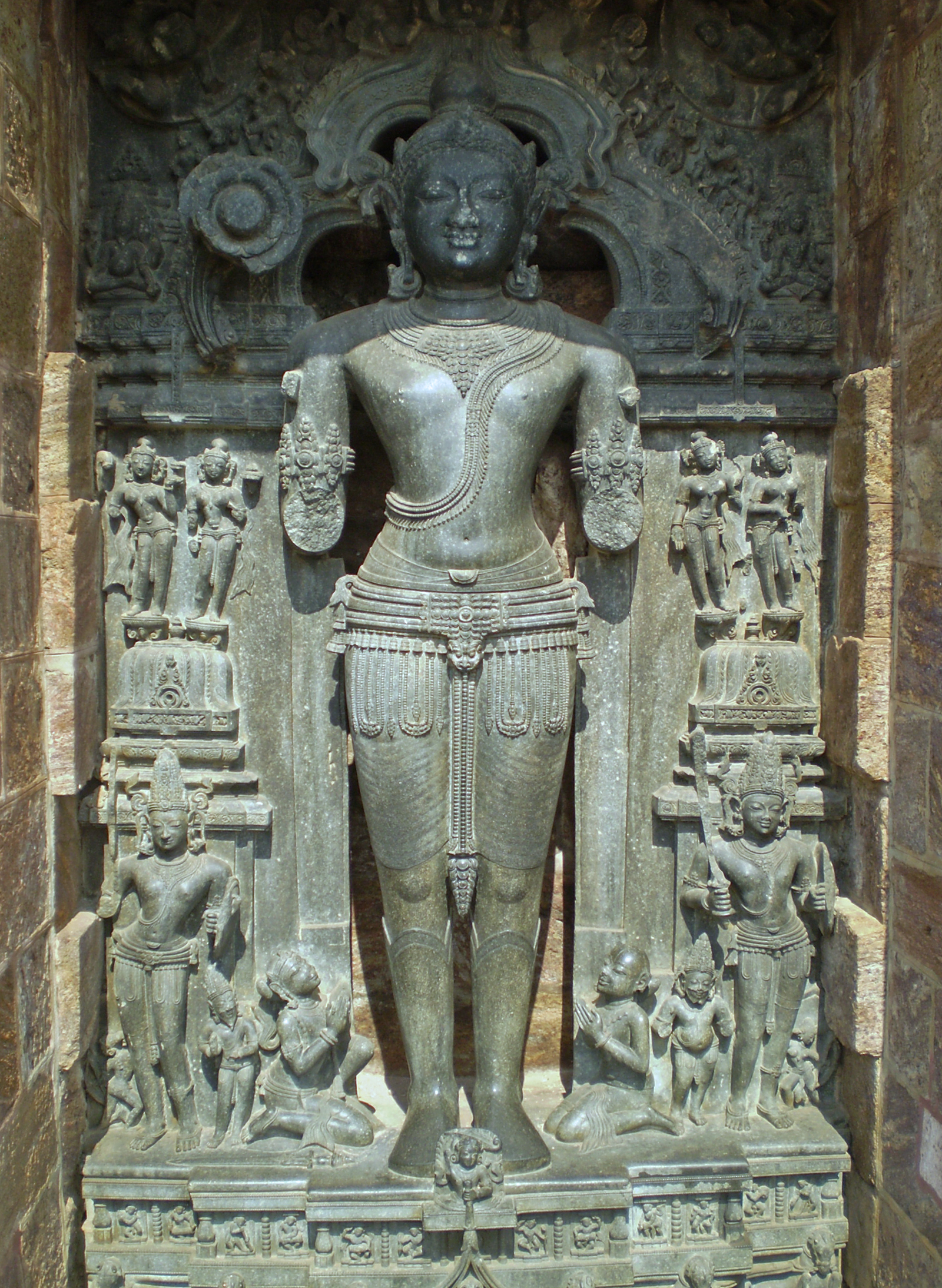
Skulptur des Sonnengottes Surya

Berühmt ist der Sonnentempel von Konark vor allem für seinen trotz des ruinösen Bauzustands noch immer überaus reichen plastischen Schmuck, in dem die lange Tradition der mittelalterlichen Bildhauerkunst Odishas ihre höchste Blüte erreichte. Ursprünglich war praktisch keine größere Fläche von Verzierungen ausgespart, heute ist der Dekor allerdings stellenweise lückenhaft.
Der erhaltene Teil des Heiligtums besitzt noch drei Nischen mit Kolossalstatuen des Sonnengottes, die auf Sonnenaufgang, Mittagssonne und Sonnenuntergang ausgerichtet sind. Eine der Statuen zeigt Surya als Reiter. Ungewöhnlich ist die Fußbekleidung des Gottes: Er trägt Lederstiefel, obwohl Leder Hindus als unrein gilt.
In gutem Erhaltungszustand präsentiert sich der Wandschmuck des Sockelbereiches, auf dem die Versammlungshalle und das Sanktuarium ruhen. Augenfällig sind die 24 paarweise angeordneten, im Durchschnitt mehr als 3 m großen Räder. Sie reichen nicht bis zur Erde, sondern „schweben“ gleichsam über einem Bodenfries – ein symbolischer Verweis auf den Himmelswagen Suryas. Naben, Speichen und Radkränze sind detailreich ausgestaltet und imitieren minutiös die Form und das – teilweise figurative – Schnitzwerk von Holzrädern. Auch die Zwischenräume zwischen den Rädern sind reich ausgeschmückt.
Häufig wiederkehrende Motive der Fassadengestaltung sind himmlische Liebespaare mithunas in erotischen Positionen und tanzende Mädchen (surasundaris). Reliefs zeigen unter anderem Szenen aus dem Leben des Bauherrn Narasimha Deva I. sowie zahlreiche Darstellungen von Gottheiten des hinduistischen Pantheons wie Surya, Shiva und Vishnu. Weiterhin finden sich Miniaturarchitekturen sowie Tierdarstellungen unter anderem von Elefanten und Gänsen, die den Tempel zu umrunden scheinen. Über dem Türsturz der Versammlungshalle findet sich eine Darstellung der neun Planeten (navagraha). Auf den Absätzen des Pyramidendaches sind in regelmäßigen Abständen tanzende und musizierende Statuen angeordnet. Am Dach befindet sich auch eine seltene Darstellung Shivas als Martanda Bhairava, der in einem Boot tanzend den Himmelsozean überquert. Den lebens- und überlebensgroßen Plastiken der Versammlungshalle stehen die kleineren, aber künstlerisch nicht minder wertvollen Figuren der Tanzhalle gegenüber. Die hohe Kunstfertigkeit der Bildhauer zeigt sich unter anderem in den absichtlich verkürzten oder verlängerten Gliedmaßen der Figuren, die dem Betrachter aus der Froschperspektive ideale Proportionen suggerieren. Eingebettet ist der Figurenschmuck überall in ein feines Netz aus geometrischen Mustern und floralen Ornamenten, ein typisches Merkmal der plastischen Kunst Odishas. 
Die Tanzhalle ist sowohl im Sockelbereich als auch im Bereich der erhaltenen Pfeiler reich verziert. Es überwiegen Abbildungen von weiblichen Himmelswesen (apsaras) und Tempeltänzerinnen (devadasis). Den östlichen Treppenaufgang der Halle flankieren zwei große Löwenskulpturen, die – neben ihren hoheitlichen Implikationen – auch unheilabwehrende (apotropäische) Funktionen gehabt haben.